# 10579 Diluca
10579 Diluca eller 1995 OE är en asteroid i huvudbältet som upptäcktes den 20 juli 1995 av San Vittore-observatoriet i Bologna. Den är uppkallad efter amatörastronomen Roberto Di Luca.
Asteroiden har en diameter på ungefär 12 kilometer och den tillhör asteroidgruppen Eos.